# سربسکا کامنیتسه
سربسکا کامنیتسه (به لاتین: Srbská Kamenice) یک منطقهٔ مسکونی در جمهوری چک است که در ناحیه دیتشین واقع شده‌است. سربسکا کامنیتسه ۱۱٫۷۳ کیلومتر مربع مساحت و ۲۴۶ نفر جمعیت دارد و ۲۱۶ متر بالاتر از سطح دریا واقع شده‌است.